# Lola Bobesco
Lola Violeta Ana-Maria Bobescu mieux connue comme Lola Bobesco (née le 9 août 1921 à Craiova, Roumanie - morte le 4 septembre 2003 Sart-lez-Spa, Belgique) est une violoniste belge d'origine roumaine. Elle enregistre plusieurs sonates de Beethoven, Fauré, Brahms, Franck et Debussy, ainsi que des œuvres de musique baroque. Elle joue avec de nombreux orchestres prestigieux, tels que le Berliner Philharmoniker ou encore le Concertgebouw et enregistre plusieurs disques en Belgique et au Japon. Elle a souvent joué dans des formations de musique de chambre avec le pianiste Jacques Genty et a été violon solo de la Philharmonie pendant de nombreuses années.

## Biographie
Lola Bobesco commence sa carrière artistique comme enfant prodige, donnant à l'âge de six ans son premier récital avec son père, le compositeur et chef d'orchestre Aurel Bobescu,. Elle décroche le premier prix au Conservatoire de Paris en 1934 dans la classe de Jules Boucherit. Loin de ses parents, elle connaît dans la capitale française, la faim et la solitude avant d’être recueillie par la famille de Pierre Brisson du journal « Figaro », qui lui inculquera une culture française.
Forte des conseils de Georges Enescu et Jacques Thibaud, elle fait ses débuts aux Concerts Colonne en 1936 sous la baguette de Paul Paray, où elle interprète le Concerto roumain pour violon et orchestre de Stan Golestan mais se fait connaître sur la scène internationale en obtenant le septième prix au Concours Eugène-Ysaÿe en 1937 qui précède de près de quinze ans le futur Concours Reine Elisabeth,. La même année, le compositeur Karel Candael collabore avec elle pour la diffusion d'un concert avec L'Opéra Royal Flamand.
Pendant la Seconde Guerre mondiale, le pianiste Jacques Genty est un membre actif de la Résistance française et Lola Bobesco, qui faisait la navette entre la Belgique et la France, le soutenait en agissant comme coursier. En 1944, après la libération de Paris, ils se marient et s'installent à Bruxelles en 1946, Genty raconte plus tard : « Nous sommes venus à Bruxelles parce qu’un imprésario roumain en avait fait sa condition. C’était un escroc. Mais, après, nous n’avions plus d’argent pour rentrer. » En février 1946, Ernest Ansermet dirige cinq concerts de l'Orchestre philharmonique de Londres avec Lola Bobesco comme soliste.
Dix ans plus tard et après avoir été mariés pendant 12 ans, Bobesco et Genty se séparent. Ils divorcent en 1963 mais poursuivent leur fructueux partenariat musical pendant 35 ans,.
Après avoir créé Les Solistes de Bruxelles avec son époux Jacques Genty, elle fonde en 1958 l’Orchestre royal de chambre de Wallonie. En 1966, elle est primée pour l’enregistrement en public de quatre concertos de Antonio Vivaldi donné le 8 juillet 1965 dans la salle gothique de l'hôtel de ville de Bruxelles,.
Professeure au Conservatoire royal de Bruxelles entre 1963 et 1985, elle forme plusieurs générations de violonistes et siège au jury du Concours Reine Élisabeth en 1971 et en 1993.
En septembre 1975, le concert d'ouverture du Festival Musical international du Hainaut voit la venue du Grand Orchestre Symphonique de la RTB dirigé par Irwin Hoffman et de la soliste qui joue à Tournai. Le 14 octobre 1975, Lola Bobesco devient belge par naturalisation.
En 1979, elle devient même actrice en tenant le rôle du Maître de musique dans la comédie du « Bourgeois gentilhomme », au théâtre du Parc.
Elle se produit au Japon, qui la reçoit avec tous les honneurs depuis les années 1980. Le « Japan Music Journal » sacre Lola Bobesco comme « meilleure violoniste féminine au monde ».
Elle enregistre des sonates de Beethoven, Fauré, Brahms, Franck et Debussy ainsi que des œuvres du répertoire baroque.
Elle est retournée à plusieurs reprises dans son pays natal, notamment en 1989, en se produisant avec l'Orchestre symphonique de la Radio roumaine à Bucarest.
Lola Bobesco fonde en 1990 avec Jean-Michel Defalque, violon, Dominique Huybrechts, alto, et Sylvie Mariage, violoncelle, le quatuor à cordes L'Arte del suono avec lequel elle enregistre pour le label Talent les 6 quatuors concertants de l'Opus 3 de Giovanni Battista Viotti qu’elle fut l’une des seules à enregistrer,,,.
Violoniste d'une force artistique exceptionnelle malgré son physique délicat, Lola Bobesco a équilibré la virtuosité technique avec la simplicité et l'austérité interprétative. Elle avait par ailleurs séduit les amateurs d'art qu'étaient Louis de Funès et son épouse, Jeanne de Maupassant avec qui elle entretenait un lien d’amitié.
Lola Bobesco a vécu longtemps à Bruxelles, mais elle choisit de finir ses jours dans une maison de retraite où elle meurt le 4 septembre 2003 et après des funérailles discrètes célébrées en l'Église Saint-Remacle de Verviers, elle repose au cimetière de Sart-lez-Spa,,.

## Distinctions
- Officier de l'ordre de la Couronne (1983)[9]; chevalier (1963)
- Officier de l'ordre de Léopold II (1978)
- Chevalier de l'ordre des Arts et des Lettres (France)
- Mérite culturel de première classe du gouvernement roumain

## Hommages
Une rue de Woluwe-Saint-Lambert  porte son nom depuis 2005.
En février 2021, Pirly Zurstrassen, un musicien et professeur au conservatoire, lui rend un hommage avec son accordéon devant la tombe de la violoniste.